# جیکوب کلاین (شیمی‌دان)
پروفسور ژاکوب یا جیکوب کلاین (متولد ۱۹۴۹ میلادی )، یک دانشمند مشهور بین‌المللی ماده چگال نرم، پلیمر و سطح است که دارنده سابق کرسی فیزیک پلیمر هرمان مارک در گروه آموزشی مواد و فصل مشترک‌ها در موسسه وایزمن در رخووت، اسرائیل و کرسی استادی شیمی دکتر لی در دانشگاه آکسفورد است.
وی در مقطع کارشناسی و کارشناسی ارشد در دانشگاه کمبریج تحصیل نمود و یک بورسیه تحقیقاتی و بعداً بورس تحصیلی در کالج سنت کاتارین، کمبریج بین سال‌های ۱۹۷۶ و ۱۹۸۴ کسب کرد. وی بین سال‌های ۱۹۷۷ و ۱۹۸۰ بورسیه فوق دکترا را در گروه تحقیقات پلیمر موسسه ویزمن کسب کرد و پس از آن به طور مشترک به عنوان همیار دانشگاه با گروه فیزیک، کمبریج و به عنوان دانشمند ارشد در موسسه علوم وایزمن کار کرد. کلاین در سال ۱۹۸۴ به عنوان استاد دانشیار در موسسه علوم وایزمن منصوب شد و در سال ۱۹۸۷ به‌عنوان استادیار کامل و رئیس بخش تحقیقات پلیمرهای این موسسه از سال ۱۹۸۹ تا ۱۹۹۱ منصوب شد.
در اکتبر ۲۰۰۰ وی به‌عنوان رئیس آزمایشگاه شیمی و فیزیک نظری دانشگاه آکسفورد منصوب شد. وی یکی از اعضای کالج اکستر است و تا سال ۲۰۰۸ کرسی شیمی دکتر لی را در اختیار داشت، موقعیتی که قبلاً در اختیار برندگان جایزه نوبل فردریک سودی و سِر سیریل نورمن هینشلوود بود. وی در آن سمت توسط پروفسور کارول رابینسون موفق شد. پروفسور کلاین در حال حاضر، رئیس یک گروه تحقیقاتی در موسسه علوم وایزمن است.
وی در سال ۲۰۰۳ به عنوان عضو انجمن فیزیکی آمریکا انتخاب شد  و در سال ۲۰۱۲ از موسسه مهندسان مکانیک (IMechE) مدال طلای تریبولوژی را دریافت کرد. 